# Čattagrámská oblast
Čattagrámská oblast (někdy také Čitágáonská oblast) je jedna z osmi oblastí Bangladéše. Jejím hlavním městem je druhé největší město Bangladéše Čitágáon. Z hlediska rozlohy je největší bangladéšskou oblastí, přičemž se rozkládá v jihovýchodní části země. Vznikla v roce 1829 a v roce 2022 zde žilo přibližně 33 milionů obyvatel. Po Dhácké oblasti tak byla druhou nejlidnatější oblastí Bangladéše. V roce 1995 se z oblasti oddělila Silétská oblast. V oblasti se rozkládají Čittágongské hory a nachází se zde také nejdelší přírodně vytvořená mořská pláž na světě zvané Cox's Bazar. Vedle toho se v oblasti nachází také korálový útes zvaný Svatý Martin. Asi 90 % obyvatel oblasti vyznává islám, 7 % obyvatel jsou hinduisté a 3 % buddhisté.